# Liste der Kulturdenkmale in Oeversee
In der Liste der Kulturdenkmale in Oeversee sind alle Kulturdenkmale der schleswig-holsteinischen Gemeinde Oeversee (Kreis Schleswig-Flensburg) und ihrer Ortsteile aufgelistet (Stand: 14. April 2025).
Die Bodendenkmale sind in der Liste der Bodendenkmale in Oeversee aufgeführt.

## Legende
In den Spalten befinden sich folgende Informationen:
- Objekt-ID: die Nummer des Kulturdenkmales
- Lage: die Adresse des Kulturdenkmales und die geographischen Koordinaten. Kartenansicht, um Koordinaten zu setzen. In der Kartenansicht sind Kulturdenkmale ohne Koordinaten mit einem roten Marker dargestellt und können in der Karte gesetzt werden. Kulturdenkmale ohne Bild sind mit einem blauen Marker gekennzeichnet, Kulturdenkmale mit Bild mit einem grünen Marker.
- Offizielle Bezeichnung: Bezeichnung des Kulturdenkmales
- Beschreibung: die Beschreibung des Kulturdenkmales
- Bild: ein Bild des Kulturdenkmales

## Sachgesamtheiten
| Objekt-ID      | Lage                                                            | Offizielle Bezeichnung | Beschreibung | Bild                             |
| -------------- | --------------------------------------------------------------- | ---------------------- | --- | -------------------------------- |
| 40965 Wikidata | Am Brautplatz, Stapelholmer Weg 29 (54° 42′ 16″ N, 9° 26′ 5″ O) | Kirche St. Georg       | Aktualisierung vorgesehen - Begründung: geschichtlich, künstlerisch, städtebaulich, Kulturlandschaft prägend - Schutzumfang: Kirche St. Georg mit Ausstattung, Kirchhof, Grabmale bis 1870, Hauptpforte mit Granitpfeilern, Feldsteinwall (Am Brautplatz); Pastorat (Stapelholmer Weg 29) | weitere Fotos \| Fotos hochladen |

## Bauliche Anlagen
| Objekt-ID     | Lage                                       | Offizielle Bezeichnung           | Beschreibung | Bild                             |
| ------------- | ------------------------------------------ | -------------------------------- | --- | -------------------------------- |
| 4117 Wikidata | Am Brautplatz (54° 42′ 16″ N, 9° 26′ 4″ O) | Kirche St. Georg mit Ausstattung | Die evangelische Kirche wurde im 12. Jahrhundert erbaut. Alteintragung (Aktualisierung vorgesehen) - Begründung: geschichtlich, künstlerisch, städtebaulich - Schutzumfang: gesamtes Objekt - Denkmaltyp: Bauliche Anlage, Sachgesamtheit: Kirche St. Georg                      | weitere Fotos \| Fotos hochladen |
| 9488 Wikidata | An der B 76 (54° 42′ 52″ N, 9° 26′ 29″ O)  | Dänen-Denkmal 1864               | Das Denkmal zur Erinnerung an ein Gefecht im Jahre 1864 wurde im Jahre 1899 errichtet. Alteintragung (Aktualisierung vorgesehen) - Begründung: Alteintragung (Aktualisierung vorgesehen) - Schutzumfang: Alteintragung (Aktualisierung vorgesehen) - Denkmaltyp: Bauliche Anlage | weitere Fotos \| Fotos hochladen |
| 9494 Wikidata | An der B 76 (54° 43′ 5″ N, 9° 26′ 37″ O)   | Denkmal im Walde 1864            | Alteintragung (Aktualisierung vorgesehen) - Begründung: Alteintragung (Aktualisierung vorgesehen) - Schutzumfang: Alteintragung (Aktualisierung vorgesehen) - Denkmaltyp: Bauliche Anlage                                                                                        | weitere Fotos \| Fotos hochladen |

## Gründenkmale
| Objekt-ID      | Lage                                       | Offizielle Bezeichnung | Beschreibung | Bild            |
| -------------- | ------------------------------------------ | ---------------------- | --- | --------------- |
| 23144 Wikidata | Am Brautplatz (54° 42′ 17″ N, 9° 26′ 2″ O) | Kirchhof               | Alteintragung (Aktualisierung vorgesehen) - Begründung: geschichtlich, Kulturlandschaft prägend - Schutzumfang: Kirchhof, Grabmale bis 1870, Hauptpforte mit Granitpfeilern, Feldsteinwall - Denkmaltyp: Gründenkmal, Sachgesamtheit: Kirche St. Georg | Fotos hochladen |

## Sonstige Denkmale
| Objekt-ID     | Lage                                      | Offizielle Bezeichnung    | Beschreibung | Bild                             |
| ------------- | ----------------------------------------- | ------------------------- | --- | -------------------------------- |
| 9506 Wikidata | An der B 76 (54° 42′ 47″ N, 9° 26′ 33″ O) | Österreicher-Denkmal 1864 | Alteintragung (Aktualisierung vorgesehen) - Begründung: geschichtlich - Schutzumfang: Alteintragung (Aktualisierung vorgesehen) - Denkmaltyp: Sonstiges Denkmal | weitere Fotos \| Fotos hochladen |

## Quelle
- Liste der Kulturdenkmale in Schleswig-Holstein – Kreis Schleswig-Flensburg

- Karte mit allen Koordinaten:
- OSM |
- WikiMap